# U-Bahn-Station Schweglerstraße
Schweglerstraße is een metrostation in het district Rudolfsheim-Fünfhaus van de Oostenrijkse hoofdstad Wenen. Het station werd geopend op 3 september 1994 en wordt bediend door lijn U3. Het station is genoemd naar de gelijknamige straat die op zijn beurt in 1875 genoemd is naar Johan Schwegler (1820 – 1903), burgemeester van de toen zelfstandige gemeente Rudolfsheim. 

## Ligging en inrichting
Het station ligt onder de huizen ten zuiden van de Märzstraße tussen de Benedikt-Schellinger-Gasse en de Stättermayergasse op 20 meter diepte. Het station heeft vier toegangen, twee met roltrappen en vaste trappen in de Stättermayergasse en in de Benedikt-Schellinger-Gasse is er een met drie roltrappen, die over een lengte van 43 meter 20 meter hoogteverschil overbruggen en tijdens de bouw de langste van Oostenrijk waren. De vierde toegang met een lift en trappenhuis is eveneens te vinden in de Benedikt-Schellinger-Gasse bij het stationsgebouw op nr 13. Hoewel de perrons onder de naamgevende straat liggen zijn daar geen toegangen. De perrons liggen elk in een eigen geboorde perrontunnel en zijn aan de westkant via een dwarsgang verbonden met de toegangen aldaar, aan de oostkant zijn ze verbonden met de kelder van het stationsgebouw. Bovengronds kan worden overgestapt op de tramlijnen 9, richting Gersthof of Westbahnhof, en 49, richting Dr.-Karl-Renner-Ring of Hütteldorf, alsmede buslijn 12A richtung Längenfeldgasse of Schmelz. In de buurt van het station liggen het Kaiserin-Elisabeth-Spital en het Reithoffer-Park.

## Kunstwerken
Zoals gebruikelijk bij de stations van de U3 is ook dit station opgesierd met kunstwerken, in dit geval rond het thema kunst en techniek. Omdat de perrontunnels ver uit elkaar liggen is er aan de oostzijde veel ruimte beschikbaar in de kelder van het stationsgebouw. 
Hier staat sinds 1994 het kunstwerk Tele-Archäologie van de kunstenaar Nam June Paik. Een met bakstenen bekleedt metrorijtuig lijkt een zwarte tunnel in te rijden. Tussen de bakstenen -zeldzame exemplaren uit het Wiener Ziegelmuseum– zijn verschillende voorwerpen zoals monitoren, toetsenborden en printplaten ingemetseld. Aanvankelijk waren op 39 monitoren video's van Nam June Paik afgespeeld, maar wegens gebrek aan reserveonderdelen voor de afspeler is deze niet repareren en daarom buiten gebruik. 
Naast de lift zijn verschillende museumstukken van het Technisch Museum opgehangen in een vergrote schacht. Van beneden naar boven betreft dit een onderstel van een stoomlocomotief, een Mini Cooper, een sportvliegtuig en een Mercury-capsule aan het plafond. De overdrukschacht heeft een “Golfmachine” met een propeller van drie meter doorsnee die door de drukgolf van de in en uitrijdende metro's zou moeten gaan draaien. In de praktijk blijkt dat de overdruk niet groot genoeg is om dit te bereiken.
De gang tussen de kelder en de roltrapgroep in de Benedikt-Schellinger-Gasse wordt gebruikt als portrettengalerij met de afbeeldingen van belangrijke Oostenrijkse uitvinders, technici en natuurkundigen. Het betreft : 
- De tunnelbouwpioniers: 
  - Ladislaus von Rabcewicz
  - Leopold Müller
  - Christian Veder
- De spoorwegingenieurs:
  - Carl von Ghega
  - Karl Gölsdorf
  - Alois Negrelli
  - Friedrich Ignaz von Emperger
- De uitvinders:
  - Josef Ressel
  - Carl Auer von Welsbach
  - Viktor Kaplan
  - Johann Korbuly
  - Siegfried Marcus
  - Gustav Tauschek
  - Wilhelm Kress
- De natuurkundigen
  - Ludwig Boltzmann
  - Lise Meitner
  - Erwin Schrödinger
  - Christian Doppler
  - Robert von Lieben
  - Josef Maximilian Petzval
- De constructeur
  -  Ferdinand Porsche

en de oprichter van het Technologisches Gewerbemuseum Wilhelm Exner

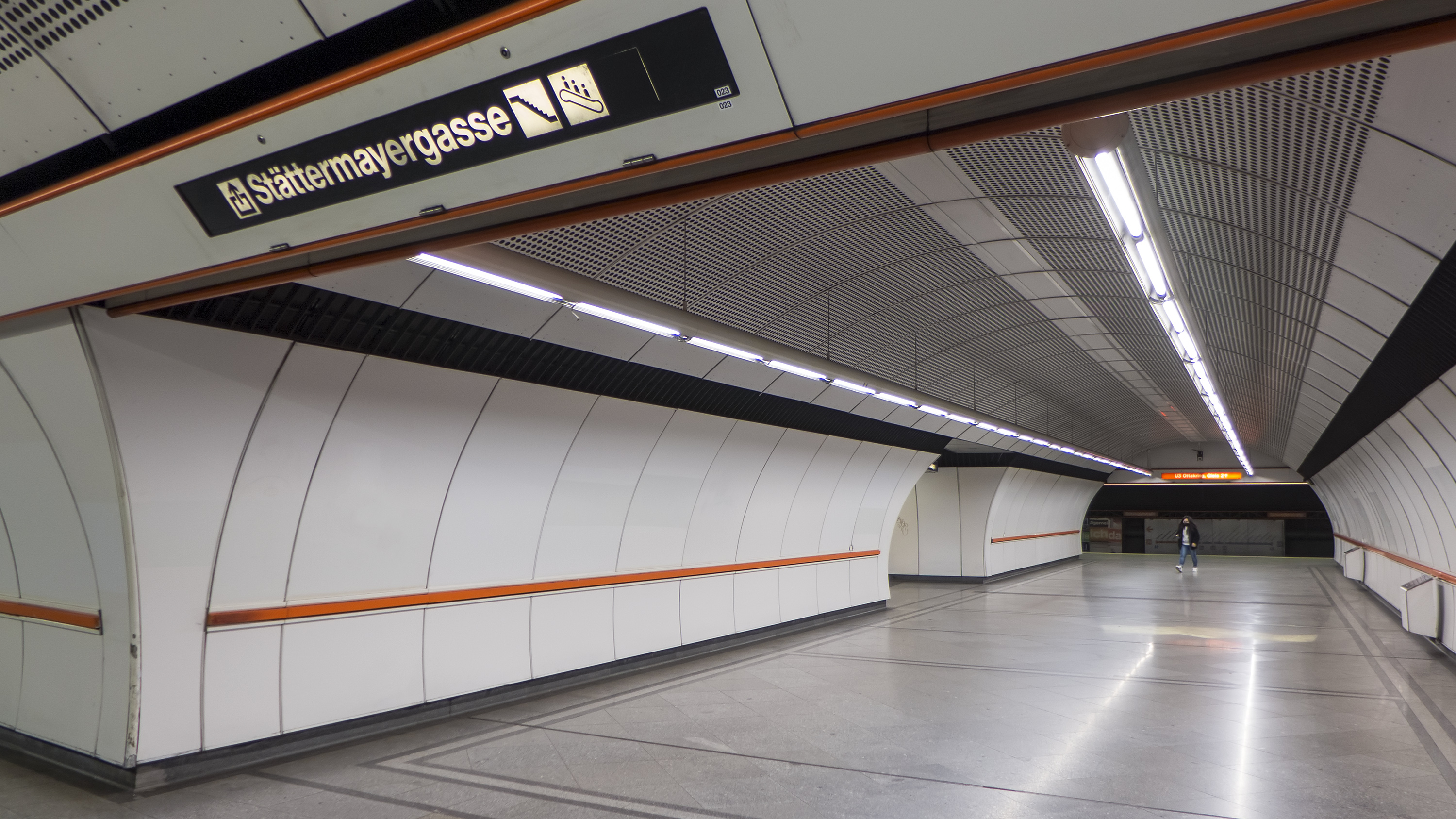
De westelijke toegang tot de perrons
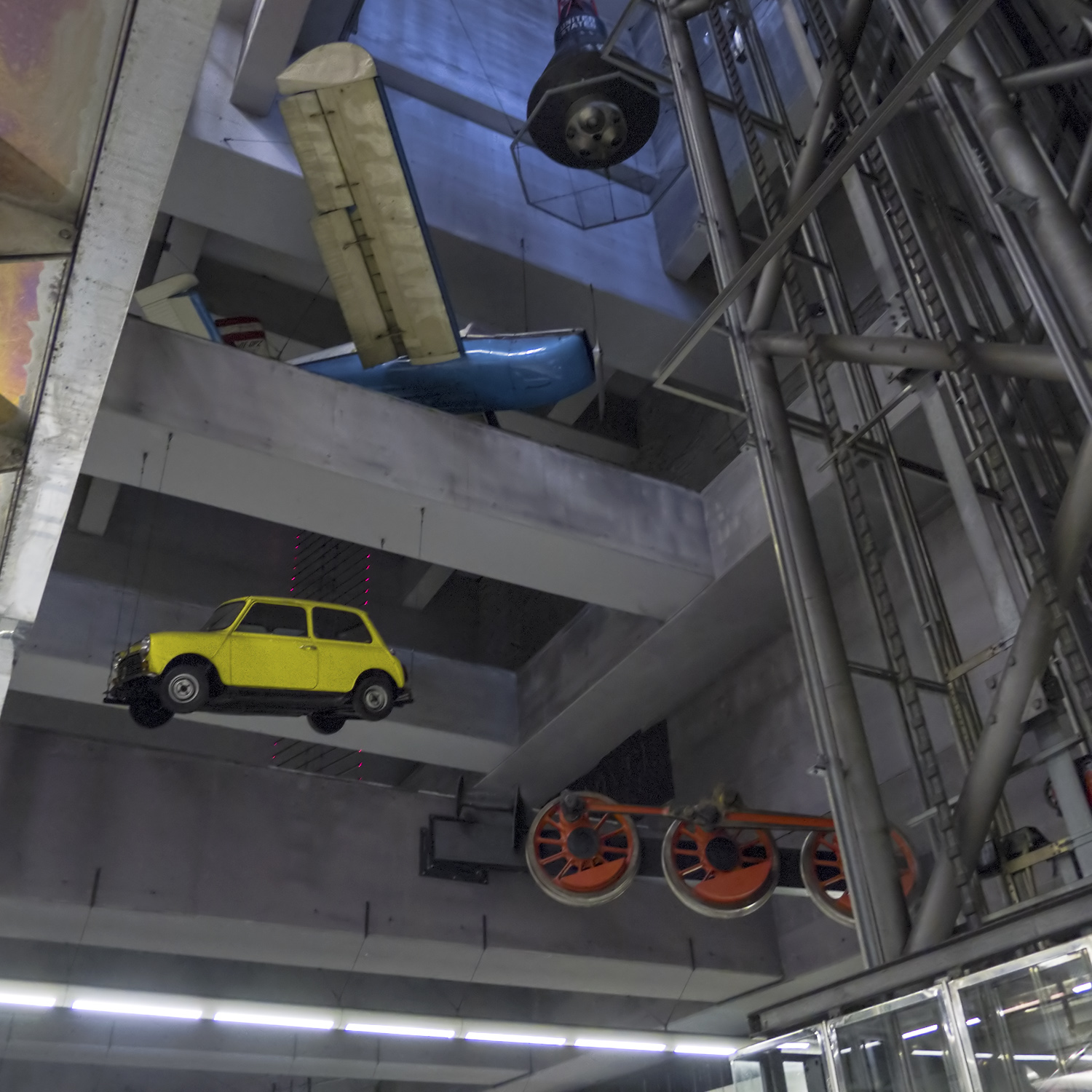
De museumstukken in de schacht
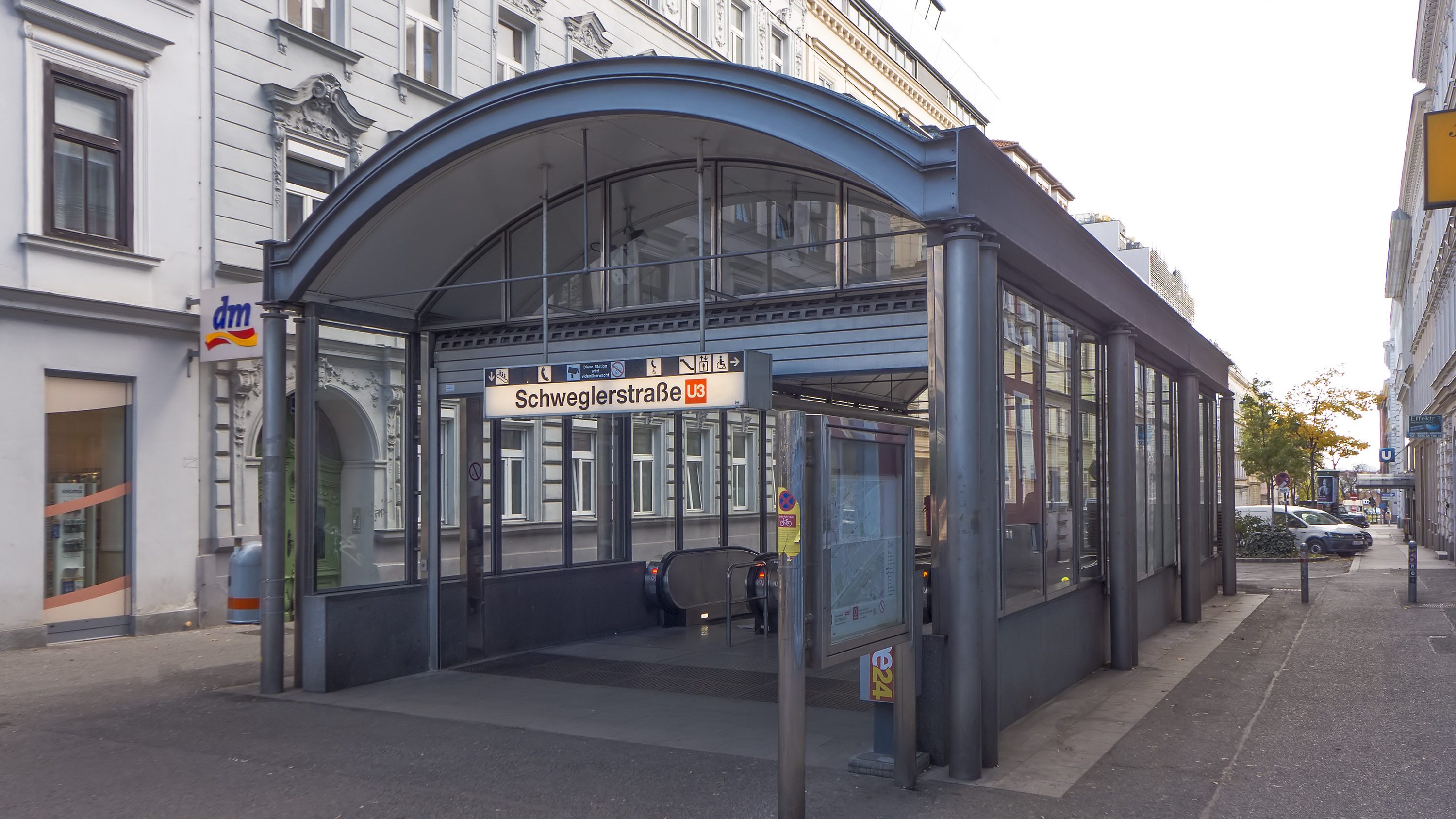
De ingang bovenaan de roltrapgroep in de Benedikt-Schellinger-Gasse
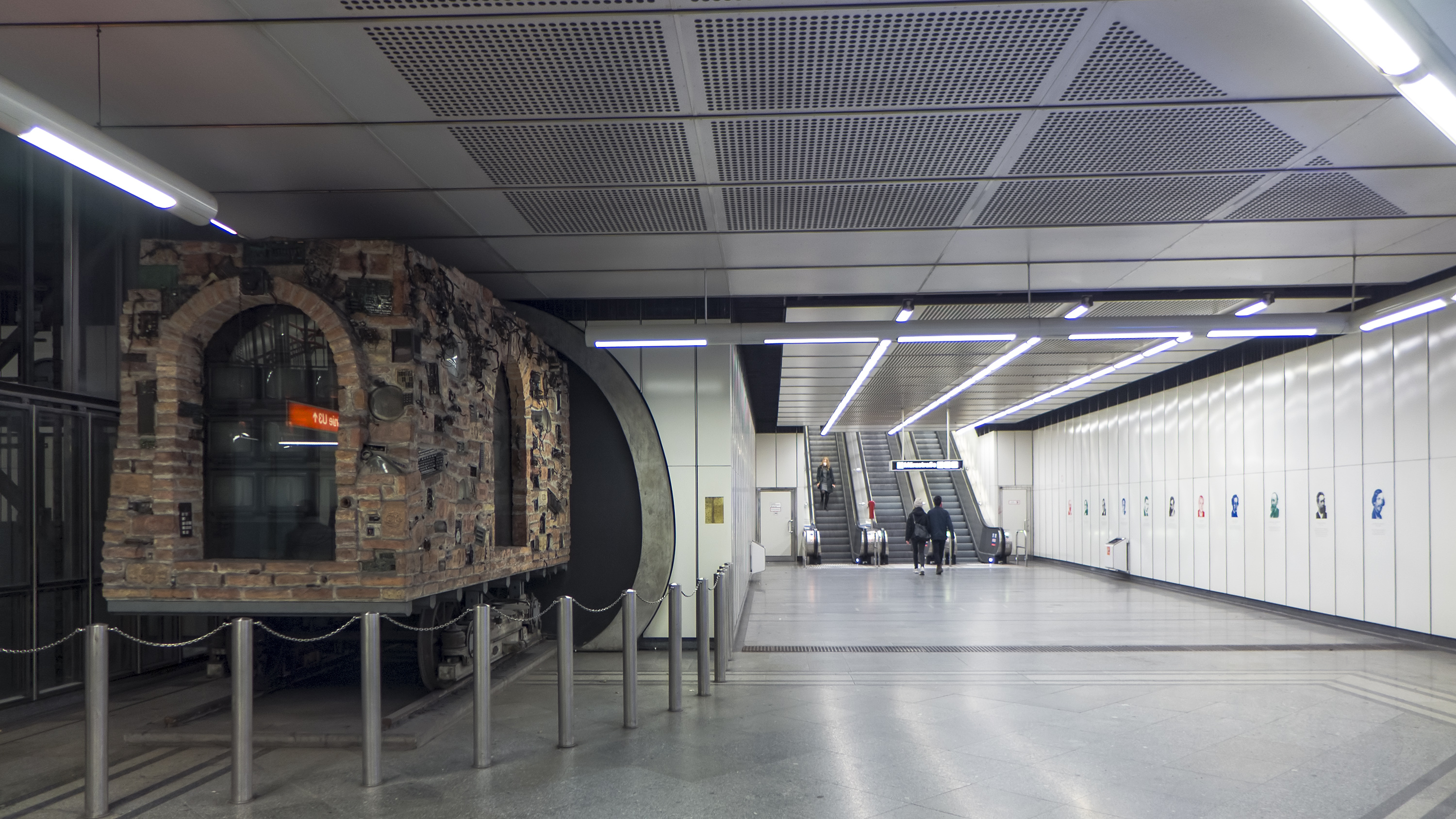
De gang tussen kelder en roltrapgroep, links Tele-Archäologie, rechts de portrettengalerij
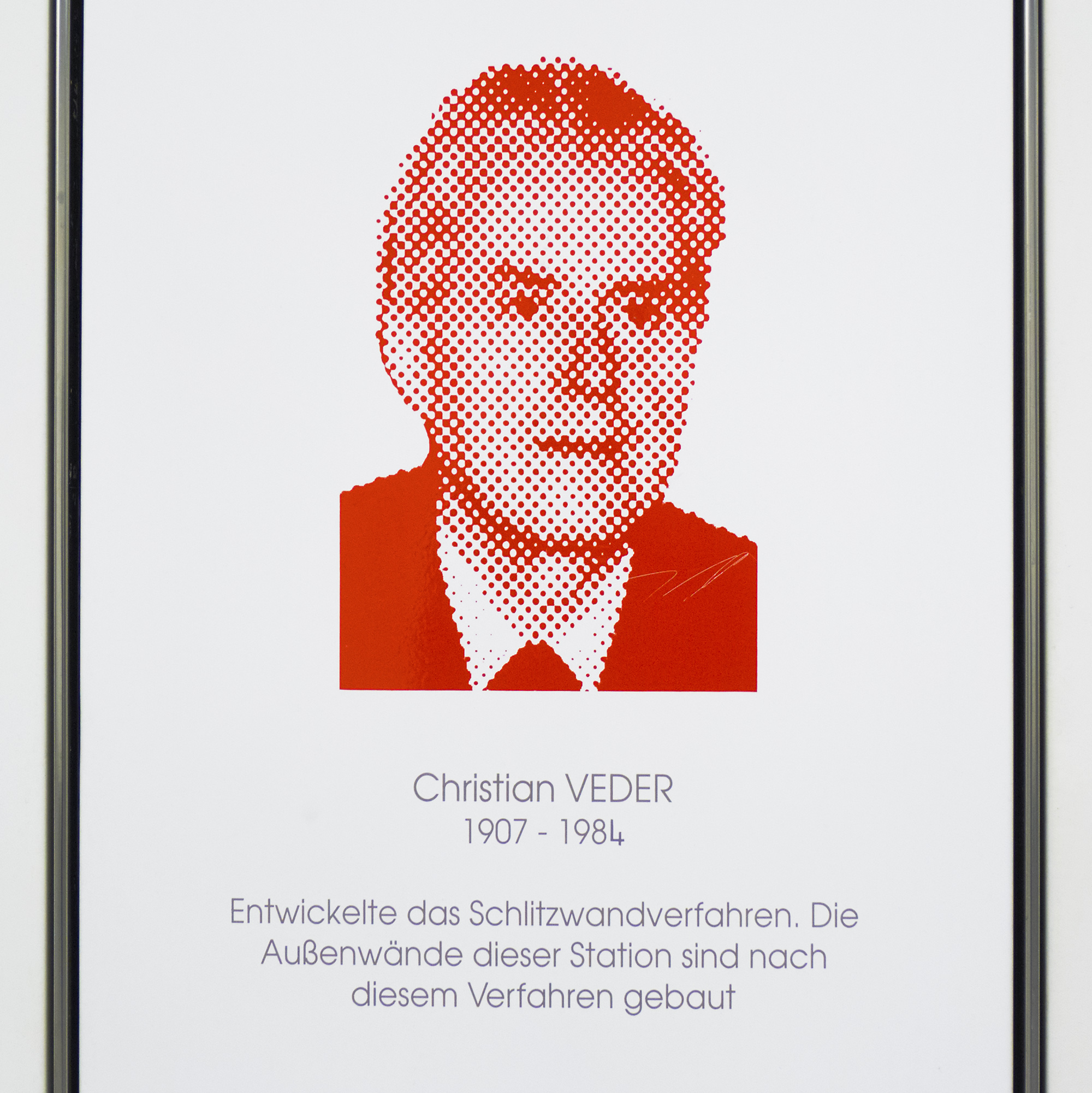
Christian Veder
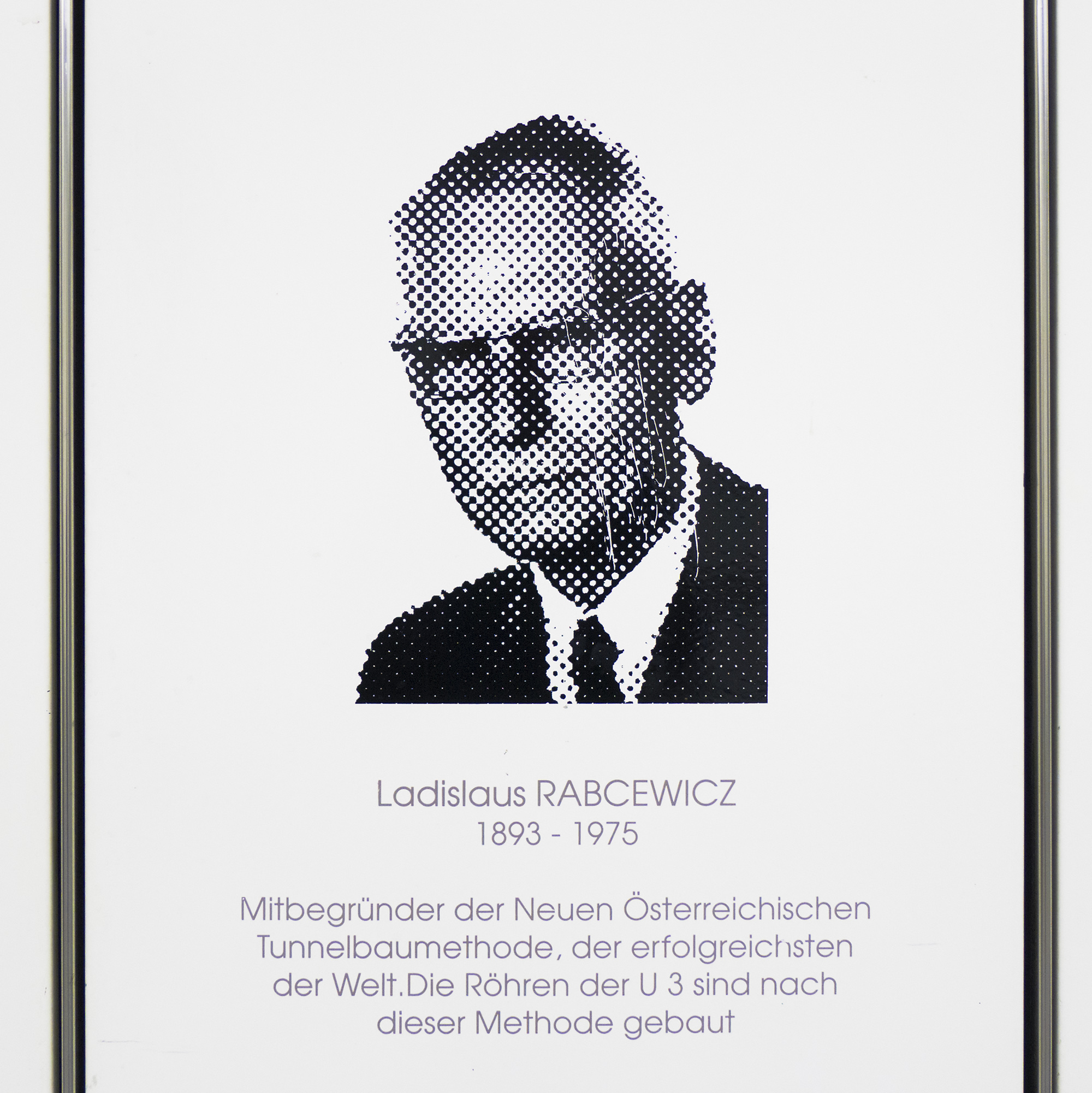
Ladislaus von Rabcewicz